# Japan Soccer League 1980
Die Japan Soccer League 1980 war die sechzehnte Spielzeit der japanischen Japan Soccer League. An ihr nahmen 20 Vereine teil. Meister wurden die Yanmar Diesel.

## Ergebnisse

### Division 1
| Pl. | Verein                      | Sp. | S  | U | N  | Tore    | Diff. | Punkte |
| --- | --------------------------- | --- | -- | - | -- | ------- | ----- | ------ |
| 1.  | Yanmar Diesel               | 18  | 13 | 4 | 1  | 029:130 | +16   | 30     |
| 2.  | Fujita Industries           | 18  | 10 | 3 | 5  | 033:190 | +14   | 23     |
| 3.  | Furukawa Electric           | 18  | 9  | 4 | 5  | 026:210 | +5    | 22     |
| 4.  | Mitsubishi Heavy Industries | 18  | 7  | 6 | 5  | 024:200 | +4    | 20     |
| 5.  | Hitachi                     | 18  | 8  | 3 | 7  | 032:280 | +4    | 19     |
| 6.  | Yomiuri                     | 18  | 8  | 1 | 9  | 037:290 | +8    | 17     |
| 7.  | Toyo Industries             | 18  | 6  | 3 | 9  | 022:260 | −4    | 15     |
| 8.  | Nippon Steel                | 18  | 6  | 3 | 9  | 021:270 | −6    | 15     |
| 9.  | Yamaha Motors               | 18  | 5  | 3 | 10 | 028:390 | −11   | 13     |
| 10. | Nissan Motors               | 18  | 2  | 2 | 14 | 011:410 | −30   | 06     |

### Division 2
| Pl. | Verein                | Sp. | S  | U | N  | Tore    | Diff. | Punkte |
| --- | --------------------- | --- | -- | - | -- | ------- | ----- | ------ |
| 1.  | Honda Motors          | 18  | 13 | 2 | 3  | 043:170 | +26   | 28     |
| 2.  | Fujitsu               | 18  | 10 | 5 | 3  | 025:120 | +13   | 25     |
| 3.  | Toshiba               | 18  | 8  | 6 | 4  | 030:170 | +13   | 22     |
| 4.  | Nippon Kokan          | 18  | 7  | 6 | 5  | 023:170 | +6    | 20     |
| 5.  | Toyota Motors         | 18  | 7  | 4 | 7  | 029:340 | −5    | 18     |
| 6.  | Tanabe Pharmaceutical | 18  | 6  | 5 | 7  | 019:220 | −3    | 17     |
| 7.  | Teijin                | 18  | 7  | 3 | 8  | 020:240 | −4    | 17     |
| 8.  | Sumitomo Metals       | 18  | 4  | 5 | 9  | 022:330 | −11   | 13     |
| 9.  | Kofu SC               | 18  | 4  | 2 | 12 | 017:330 | −16   | 10     |
| 10. | Daikyo Oil            | 18  | 5  | 0 | 13 | 027:460 | −19   | 10     |

## Preise

### Torschützenkönige
- Hiroyuki Usui (14 Tore) (Hitachi)

### Rookie des Jahres
- Atsushi Natori (Mitsubishi Heavy Industries)

### Best XI
- Mitsuhisa Taguchi (Mitsubishi Heavy Industries)
- Tetsuo Sugamata (Hitachi)
- Mitsuru Komaeda (Fujita Industries)
- Keizō Imai (Fujita Industries)
- Hiroshi Ochiai (Mitsubishi Heavy Industries)
- George Yonashiro (Yomiuri)
- Hideki Maeda (Furukawa Electric)
- Hiroshi Soejima (Yanmar Diesel)
- Hiroyuki Usui (Hitachi)
- Carvalho (Fujita Industries)
- Kunishige Kamamoto (Yanmar Diesel)